# Cyclodium varians
Cyclodium varians là một loài thực vật có mạch trong họ Dryopteridaceae. Loài này được (Fée) A.R. Sm. miêu tả khoa học đầu tiên năm 1986.